# Josef Pechacek
Josef Pechacek (* 21. Februar 1906 in Wien, Österreich-Ungarn; † 10. Januar 1945 in Russland) war Kabarettist und Lyriker.

## Leben
Josef Pechacek war der Sohn des Schmiedes Franz Pechacek und seiner ersten Frau Maria, geb. Kudec. Er absolvierte eine Lehre als Schriftsetzer. Er übte einige Jahre diesen Beruf aus. 1932 wurde er arbeitslos. Er fing zu schreiben an und schrieb unter dem Pseudonym K. Gran Chanson zum Thema Arbeitslosigkeit für Kabaretts. Im Sommer 1933 gründete er mit Rudolf Spitz die Kleinkunstbühne Die Stachelbeere. Er trat als Darsteller auf und war Textdichter. Bis Februar 1934 erschien seine Gedichte und Erzählungen auch in der sozialdemokratischen Presse, wie der Arbeiter-Zeitung. 
1933 wurde er Mitglied der Vereinigung sozialistischer Schriftsteller. Er war 1933 ebenfalls Obmann des Bund junger Autoren Österreichs und stellvertretender Obmann des von Viktor Matejka gegründeten Österreichische Arbeiterschriftstellerverband. Er trat bei Veranstaltungen des Bundes junger Autoren Österreichs, der Theatergilde, in Volkshochschulen und im Radio auf. 1938 war er kurz Reporter beim Neuen Wiener Tagblatt. 
1940 und 1941 kämpfte er in Russland und wurde Unteroffizier. Gegen Ende 1942 heiratete er Valerie Barbara, geb. Kadi. Im großen Weichselbogen verlor sich seine Spur. Im April 1961 wurde er amtlich für tot erklärt, als Zeitpunkt der 10. Jänner 1945 bestimmt.

## Werke
- Kleine Chronik. Erzählungen, Wien 1936
- Die Balladen von Schmitteks Glück und Ende , Wien 1938